# Earl Jones
Earl Amasa Jones (Oak Hill, Virgínia Occidental, 13 de gener de 1961) és un exjugador de bàsquet nord-americà que va disputar 2 temporades a l'NBA. Amb 2,13 metres d'estatura, jugava a la posició de pivot.

## Carrera esportiva
Després d'haver participat en la seva etapa d'escola secundària el 1980 en el prestigiós McDonald's All American, va jugar durant tres temporades amb els Firebirds de la Universitat Districte de Columbia. Va ser convocat per la selecció dels Estats Units per disputar el Campionat del Món de Colòmbia 1982, en el qual van aconseguir la medalla de plata, després de perdre davant la URSS en la final per un punt.
Va ser triat en la 23a posició del Draft de l'NBA de 1984 pels Los Angeles Lakers, on va disputar només 2 partits, abans de ser traspassat als San Antonio Spurs, equip amb el que no va arribar un debutar. En no tenir equip una vegada començada la temporada va acceptar anar a jugar als Kansas City Sizzlers de la CBA. La temporada següent va signar un contracte de deu dies com a agent lliure amb Milwaukee Bucks, sent renovat fins a la final de la temporada. La seva presència a l'equip va ser testimonial, i va decidir emprendre l'aventura europea, fitxant pel Stefanel Trieste de la lliga italiana, on en la seva única temporada va fer de mitjana 19,3 punts i 8,5 rebots per partit. El 1988 se'n va anar a jugar a l'Olympique d'Antibes de la lliga Francesa, i la temporada 88-89 ho va fer al RAM Joventut de la Lliga ACB, on va aconseguir una mitjana d'11,6 punts i 7,2 rebots per partit, i va guanyar la Copa Príncep d'Astúries i la Lliga catalana. Acabà la seva carrera jugant amb el Rockford Lightning de la CBA.